# Kocoń
Kocoń – wieś w Polsce położona w województwie śląskim, w powiecie żywieckim, w gminie Ślemień. 
Integralne części wsi Kocoń: Działy, Góra, Górniówka, Jagoszówka, Kocońska Góra, Kuźlikówka, Marczaki, Pikaniówka, 
Płotnik, Pod Borem, Przydawki, Pyclikówka, Siekierówka, Siwcówka, Stanikówka
W 1595 roku wieś Kocanie położona w powiecie śląskim województwa krakowskiego była własnością kasztelana sądeckiego Krzysztofa Komorowskiego. W latach 1975–1998 miejscowość administracyjnie należała do województwa bielskiego.

## Położenie
Miejscowość znajduje się przy drodze wojewódzkiej nr 946, pomiędzy miejscowościami Las i Ślemień, w rejonie przełęczy Przydawki. Przełęcz ta oddziela dwa mezoregiony geograficzne: Beskid Makowski (po południowej stronie) i Beskid Mały (po północnej stronie). Pola i zabudowania Koconia należą więc do tych dwóch mezoregionów geograficznych.

## Ludzie urodzeni w Koconiu
- biskup Albin Małysiak (1917–2011)
- Antonina Małysiak (1910-2013) [potrzebny przypis]